# Nom de naissance
Le nom de naissance est le nom de famille dévolu à un enfant à la naissance par les dispositions légales, ou à défaut par la norme culturelle de la société.
Dans les pays où les naissances doivent être officiellement enregistrées, le nom inscrit sur un registre des naissances peut, par ce seul fait, devenir un nom de famille légal.

## Cas général
L'expression nom de naissance s'emploie dans deux cas principaux :
- en cas de changement de nom à l'état-civil postérieurement à l'acte de naissance
- pour les personnes qui adoptent comme nom d'usage le nom de leur conjoint (ancien nom de jeune fille)

Dans ce dernier cas, les termes « née » et « né » sont souvent utilisés avant le nom de naissance pour le distinguer du nom d'usage.

## Cas particuliers
Dans la plupart des pays occidentaux, le nom de naissance persiste à l'âge adulte. Dans certaines cultures, au contraire, un nom de naissance est seulement un nom d'enfance plutôt qu'un nom définitif pour l'âge adulte[réf. nécessaire].